# Thomas Sautner
Thomas Sautner (* 1970 a Gmünd) és un pintor i escriptor austríac.

## Vida
Thomas Sautner va estudiar ciències polítiques, comunicació i història contemporània. Va iniciar una carrera de periodista. Sautner és pintor i novel·lista; en les novel·les descriu la vida i la cultura del poble ienix. L'autor viu i treballa al Waldviertel (Baixa Àustria i a Viena.
Les dues novel·les publicades el 2006 i el 2007 presenten la cultura dels ienixs i mostren el món dels nòmades. La crítica Eva Riebler destaca que l'autor vol conservar la saviesa dels ienixs i passar-la al públic; la primera obra fins i tot està comparada amb El petit príncep de Antoine de Saint-Exupéry.

## Obra
- Fuchserde, novel·la. Picus Verlag, Viena 2006; Aufbau-Verlag, Berlín 2008
- Milchblume, novel·la. Picus Verlag, Viena 2007